# Costàcies
Costaceae és una família de plantes amb flors monocotiledònies pantropical. Pertanyen a l'ordre Zingiberals. Té 7 gèneres amb unes 100 espècies. Es troben en llocs de clima tropical d'Àsia, Àfrica, Amèrica central i Amèrica del Sud.
Les espècies de les Costaceae són les úniques dins de l'ordre Zingiberals en tenir els estaminoides fusionats en grups de cins en lloc de grups de dos i a més les Costaceae no contenen olis aromàtics. El seu fruit és una baia o una càpsula. El seu rizoma és carnós amb arrels tuberoses

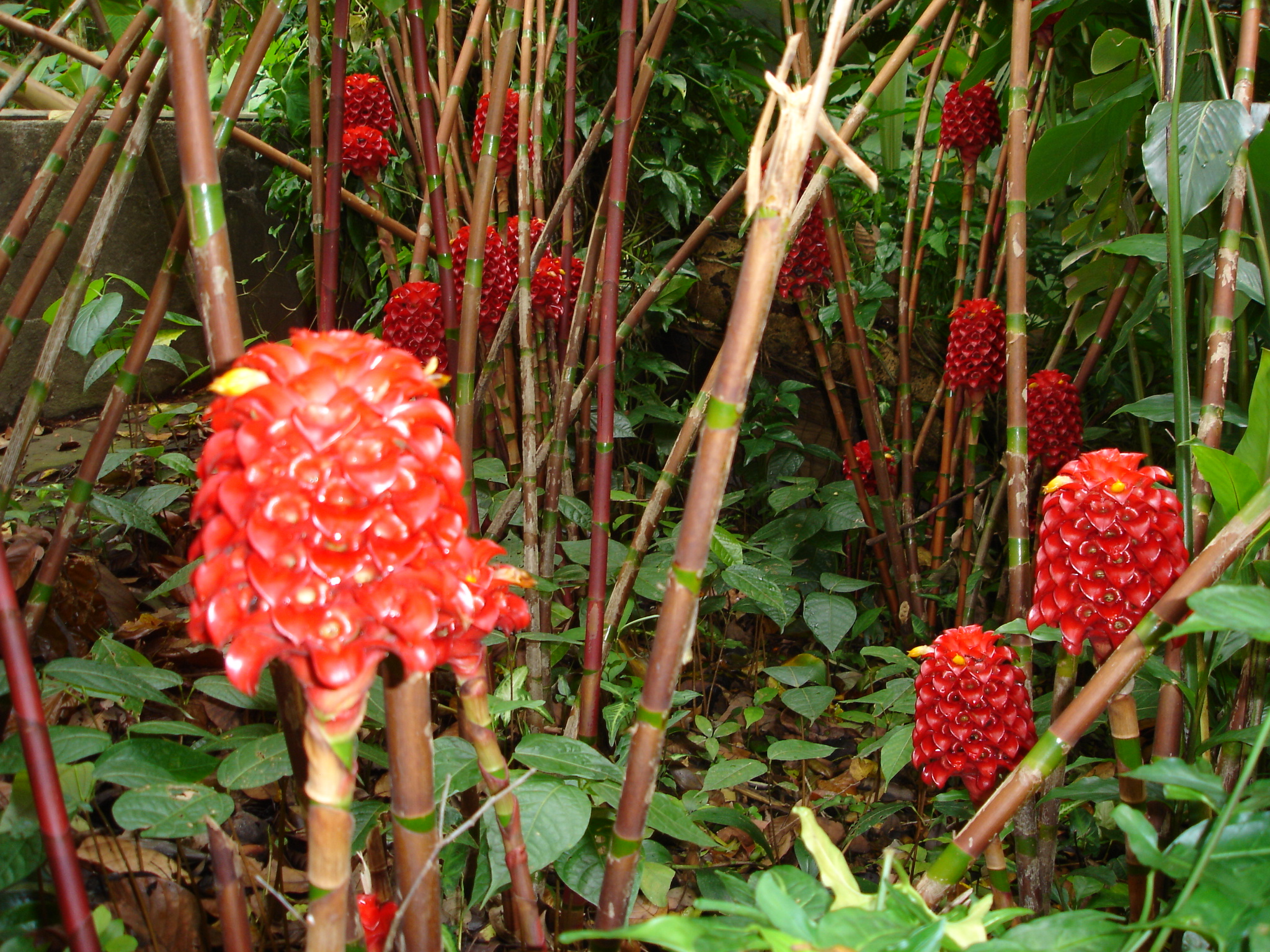
Tapeinochilos ananassae (gingebre cerós)

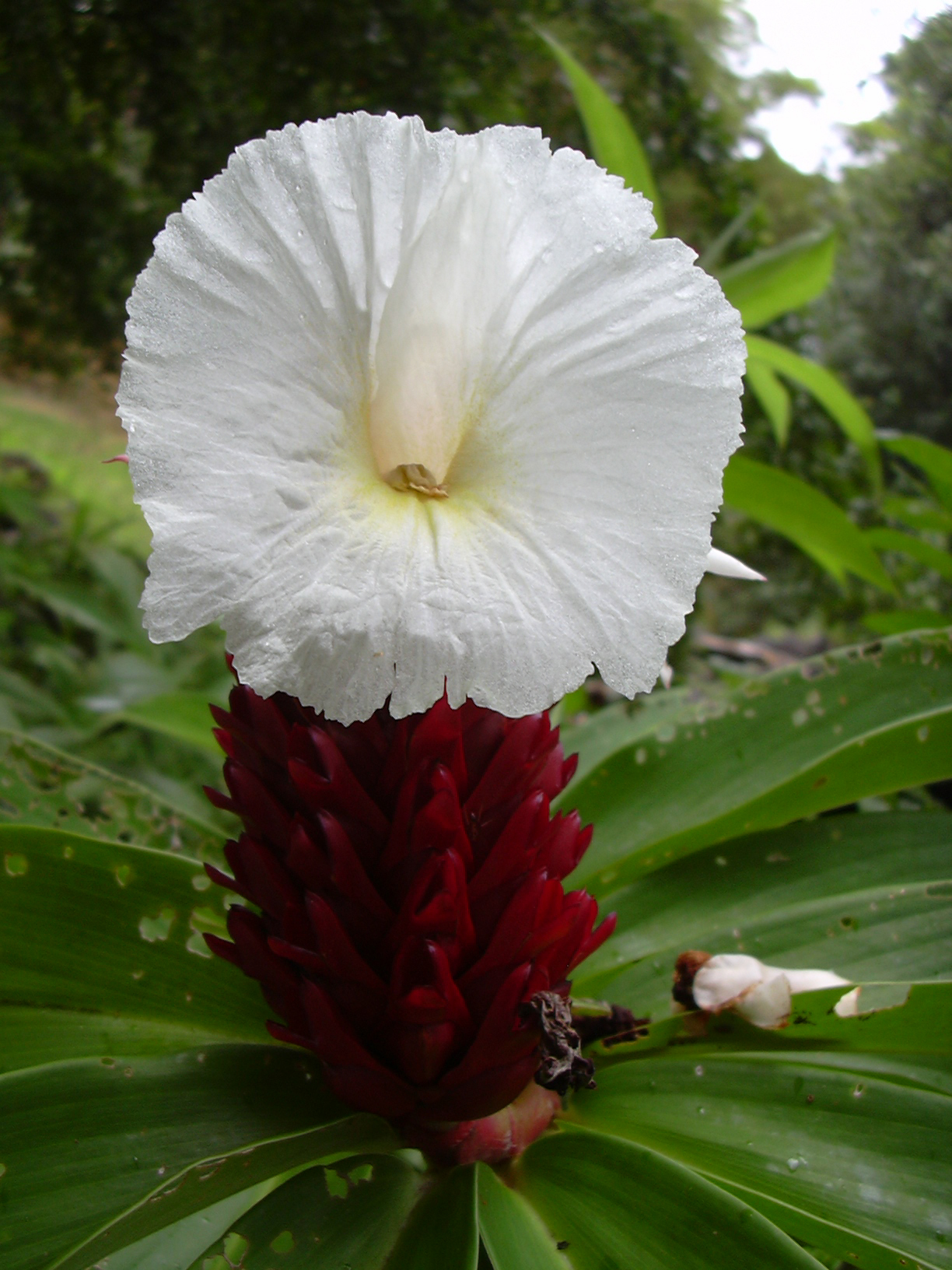
Costus speciosus